# Santecilla (Burgos)
Santecilla es una entidad local menor, formada por dos localidades situadas en la provincia de Burgos, comunidad autónoma de Castilla y León (España), comarca de Las Merindades, partido judicial de Villarcayo, ayuntamiento de Valle de Mena.
No debe confundirse con la homónima Santecilla, del valle de Carranza, en Vizcaya.

## Geografía

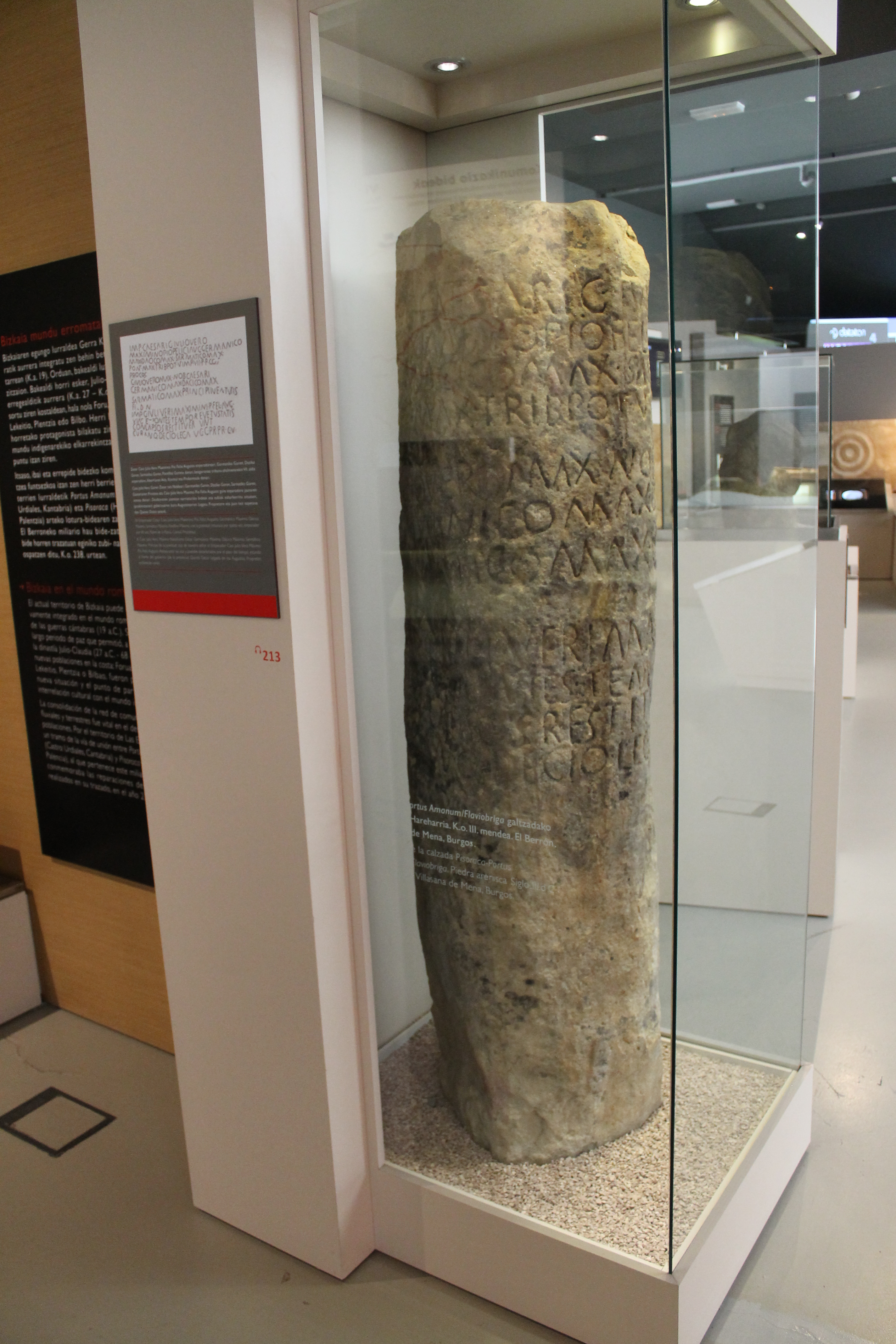
Miliario romano.

En la vertiente cantábrica de la provincia, lugar bañado por el arroyo Romarín, afluente del río Cadagua. Se sitúa a los pies del monte Socueto, al este de la depresión entre la sierra de Ordunte al norte y los montes de La Peña al sur, donde se encuentra el Lugar de Importancia Comunitaria conocido como los Bosques del Valle de Mena; a 47 km de Villarcayo, cabeza de partido, 32 km de Bilbao  y a 122 km de Burgos. Limita al N. y O. con Gijano; E. con El Berrón (Bortedo) y S. con Opio, todos ellos en el mismo Valle de Mena.
En esta localidad se encuentra el polígono industrial de Santecilla, al que se accede desde la CL-629.
Comunicaciones: En la carretera CL-629 circula la línea de autobuses de Burgos a Billbao. Ferrocarril Bilbao La Robla.

## Demografía
En el censo de 1950 contaba con 68 habitantes, pasando a 73 en 2004 y 99 en 2007. Comprende esta pedanía dos localidades:
- Santecilla, con 62 habitantes.
- La Cayuela, con 19 habitantes.

## Historia
En la iglesia se conservó un miliario romano de la ruta a Flaviobriga, actualmente en el Museo Arqueológico de Bilbao. 
Concejo de la Junta de Ordunte en el Valle de Mena, perteneciente al partido de Laredo, jurisdicción de realengo, con alcalde ordinario.
A la caída del Antiguo Régimen queda agregado al ayuntamiento constitucional de Valle de Mena , en el partido de Villarcayo perteneciente a la región de Castilla la Vieja.

SANTECILLA: lugar en la prov., aud. terr., c. g. de Burgos (22 leg.), part. jud. de Villarcayo (7 1/2), dióc. de Santander (15), ayunt. del Valle de Mena (2). Situado en la falda de un monte á la márgen del rio Manzano; reinan con frecuencia los vientos del N. y O.; su clima es frió, pero sano. Tiene 20 casas: una igl. parr. (Sta Cecilia) servida par un cura párroco y un sacristán; en el pórtico de este templo existe una columna de piedra poco pulida de 3 1/2 pies de largo, que hace 50 años trajeron los vec. de este pueblo, vencida la oposición que hacían al efecto los de Bortedo alegando sobre su propiedad; la espresada columna tiene una inscripción romana casi ilegible. El térm. confina N. Jijano; E. Verrón; S. Opio, y Ó. Jijano. El terreno participa de monte y llano: le fertiliza el r. Manzano, y la parte montuosa está poblada de arbustos y mata baja. Además de los caminos locales, cruza el terr. la carretera da Castro-urdiales y Bilbao, que se halla en buen estado. El correo se recibe de Balmaseda por medio de balijero. Prod: trigo, maiz, cebada, legumbres, hortalizas y frutas; cria ganado vacuno, lanar y caballar, y caza de perdices, liebres, zorros y jabalíes. Pobl: 18 vec, 67 alm. Cap.imp.; 444 reales.
(Madoz, 1849, p. 810)

## Patrimonio
Iglesia de Santa Cecilia: fiesta el 22 de noviembre.